# Pavel Ždichynec
Pavel Ždichynec (* 5. září 1941 Praha) je český tanečník.

## Život
Narodil se v Praze tanečnici Národního divadla Věře Ždichyncové. V roce 1961 absolvoval na tanečním oddělení Konzervatoře Praha. V letech 1961 působil v rámci vojenské základní služby v Armádního uměleckého souboru Víta Nejedlého. 1. září se stal členem baletního souboru Národního divadla, kde v období od 1. prosince 1966 do 31. prosince 1990 působil jako sólista baletu. Ztvárnil například roli Tybalta v Prokofjevově baletu Romeo a Julie. Od roku 1986 vyučoval na Taneční konzervatoři Praha. V roce 1990–1991 byl vedoucím baletní souboru Laterna magika. Jeho manželkou je tanečnice Hana Krásová.
Za rok 2015 obdržel Cenu Thálie za celoživotní mistrovství v kategorii balet a pantomima.